# هولن
هولن (به آلمانی: Hollen) یک منطقهٔ مسکونی در آلمان است که در بوشتدت واقع شده‌است. هولن ۸۴۶ نفر جمعیت دارد.